# Maranska laguna
Koordinati:   45°43′30″N, 13°09′47″E
Maranska laguna (v italijanskem izvirniku Laguna di Marano [lagùna di maràno]), je laguna v severnem Jadranskem morju, jugovzhodno od naselja Lignano Sabbiadoro. Na vzhodu prehaja v Gradeško laguno. Upravno spada pod italijansko deželo Furlanija - Julijska krajina (Videmska pokrajina). Zavzema skupno 83 km².
Laguna sestoji iz treh zalivov, ki jih od odprtega morja ločujeta dve veliki bareni imenovani Isola di Martignano in Isola di Sant'Andrea. Barene so nekakšni ilovnati otoki, ki jih morje stalno poplavlja in zato sestojijo iz blatnega, slanega in nepropustnega terena, na katerem rastejo slanuše in ponekod tudi trsje in mrežica (limonium). So seveda neobljudene in - nasprotno od sosednje Gradeške lagune - na njih niso sezidane niti ribiške kolibe. So pa priljubljen habitat mnogih ptic. Zaradi množičnega postajanja selivk iz severne in srednje Evrope, ki tu najdejo prvo obmorsko počivališče, je bila laguna proglašena leta 1979 za mednarodno zaščiteno področje. Na njem sta dva rezervata, in sicer Naravni rezervat izliva reke Stella in Mokrišče Valle Canal Novo, ki zavzemata del kopnega in del lagune.
V laguno se izlivajo trije večji vodotoki oziroma reke (Stella, Corno in Ausa) ter več potokov, kar znatno blaži slanost vse lagune. Baje je to tudi vzrok za izredno številna ribja naselja v njej.
Razen baren, laguna nima otokov. Naseljena je le obala, ki je zaradi prijetnega podnebja pomembno turistično področje. Lignano Sabbiadoro, ki se predstavlja že z imenom (sabbia d'oro pomeni zlati pesek), se je razvil komaj v drugi polovici preteklega stoletja, a je že med najbolj obiskanimi italijanskimi plažami. Tudi Marano Lagunare, ki je sicer starejše naselje tipično ribiškega značaja in je dal tudi ime laguni, je danes zelo cenjeno turistično središče. 